# Motor Lublin

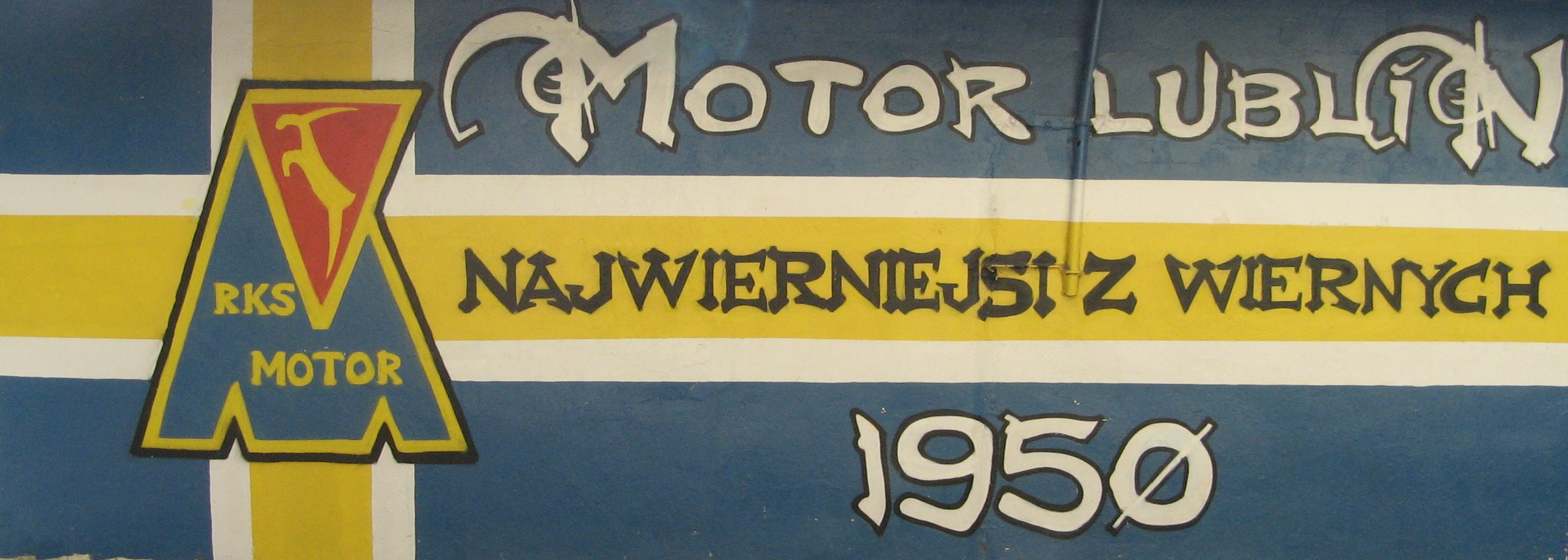
Motor Lublin Graffiti

Motor Lublin is een voetbalclub uit de stad Lublin in Polen. De clubkleuren zijn geel-wit-blauw.

## Geschiedenis
De club werd opgericht in 1950 en promoveerde in 1980 voor het eerst naar de hoogste klasse en bleef daar met enkele onderbrekingen tot 1992. De beste prestatie van Motor Lublin is een negende plaats in de in het seizoen 1984/85. In 1996 degradeerde de club naar de derde klasse en kon in 2009 terugkeren maar degradeerde meteen.
Na twee opeenvolgende promoties op rij trad de club in 2024/25 opnieuw aan de in de hoogste klasse. 